# Elba de Pádua Lima
Elba de Pádua Lima (Rifaina, 20 de febrero de 1915-Río de Janeiro, 7 de julio de 1984), más conocido como Tim, fue un futbolista brasileño que jugaba como delantero y formó parte de la selección de fútbol de Brasil. Tras su retiro, se desempeñó como entrenador, dirigiendo en Brasil, Argentina y Perú.
Es el autor de una de las célebres frases del fútbol: «El fútbol es una manta corta: si te tapas los pies, te descubres la cabeza, y si te tapas la cabeza, te descubres los pies».

## Trayectoria
Hijo de Vargas Lima y de Tereza Granato. Empezó su carrera en las divisiones menores del Botafogo de Ribeirão Preto en 1928. En 1931 fue promovido al equipo profesional, donde se mantuvo hasta 1934, en que fue traspasado al Portuguesa Santista.
En 1936, llegó al Fluminense y logró el tricampeonato del Campeonato Carioca. Sus buenas actuaciones en estas campañas le permitieron integrar la selección brasileña que disputó el Mundial de Francia 1938.
Tras lograr otro dos títulos del Campeonato Carioca con el Fluminense, juega por algunos clubes de São Paulo antes de llegar al Junior de Colombia en 1950. En este club estuvo hasta 1951, poniendo fin a su etapa como futbolista.
En su etapa como entrenador, logró dos campeonatos del torneo carioca con el Vasco da Gama y Flamengo. También dirigió en Argentina, donde fue campeón del Torneo Metropolitano de 1968 con San Lorenzo de Almagro al mando de un equipo que fue conocido como los matadores.
En 1981 asumió el cargo de entrenador de la selección peruana y logró la clasificación para el Mundial de España 1982.

## Selección nacional
Fue internacional con la selección de fútbol de Brasil en trece partidos desde 1936. Anotó solo un gol con su selección en el Campeonato Sudamericano 1942 ante Ecuador.

### Participaciones en Copas del Mundo
| Mundial              | Sede    | Resultado     |
| -------------------- | ------- | ------------- |
| Copa Mundial de 1938 | Francia | Tercer puesto |

### Participaciones en Copas América
| Torneo            | Sede      | Resultado     |
| ----------------- | --------- | ------------- |
| Sudamericano 1937 | Argentina | Subcampeón    |
| Sudamericano 1942 | Uruguay   | Tercer puesto |

## Clubes

### Como jugador
| Club                       | País     | Año       |
| -------------------------- | -------- | --------- |
| Botafogo de Ribeirão Preto | Brasil   | 1931-1934 |
| Portuguesa Santista        | Brasil   | 1934-1936 |
| Fluminense                 | Brasil   | 1936-1943 |
| Nacional Atlético Clube    | Brasil   | 1943-1944 |
| Botafogo de Ribeirão Preto | Brasil   | 1944-1947 |
| Olaria Atlético Clube      | Brasil   | 1947-1949 |
| Junior                     | Colombia | 1950-1951 |

### Como entrenador
| Club              | País      | Año       |
| ----------------- | --------- | --------- |
| Atlético Junior   | Colombia  | 1950-1951 |
| Bangu             | Brasil    | 1953-1956 |
| Bangu             | Brasil    | 1959-1960 |
| Bangu             | Brasil    | 1963-1964 |
| Fluminense        | Brasil    | 1964-1967 |
| San Lorenzo       | Argentina | 1967-1968 |
| Flamengo          | Brasil    | 1969      |
| Vasco da Gama     | Brasil    | 1970      |
| Coritiba FC       | Brasil    | 1971      |
| Botafogo          | Brasil    | 1972      |
| Coritiba FC       | Brasil    | 1973      |
| Santos FC         | Brasil    | 1974-1975 |
| Guarani FC        | Brasil    | 1975      |
| Vitória           | Brasil    | 1976      |
| Coritiba FC       | Brasil    | 1978-1979 |
| Bangu             | Brasil    | 1980      |
| Selección de Perú | Perú      | 1981-1982 |

## Palmarés

### Como jugador

#### Torneos regionales
| Título             | Equipo     | Estado         | Año  |
| ------------------ | ---------- | -------------- | ---- |
| Campeonato Carioca | Fluminense | Río de Janeiro | 1936 |
| Campeonato Carioca | Fluminense | Río de Janeiro | 1937 |
| Campeonato Carioca | Fluminense | Río de Janeiro | 1938 |
| Campeonato Carioca | Fluminense | Río de Janeiro | 1940 |
| Campeonato Carioca | Fluminense | Río de Janeiro | 1941 |

### Como entrenador

#### Torneos regionales
| Título             | Equipo        | Estado         | Año  |
| ------------------ | ------------- | -------------- | ---- |
| Campeonato Carioca | Fluminense    | Río de Janeiro | 1964 |
| Campeonato Carioca | Vasco da Gama | Río de Janeiro | 1970 |

#### Torneos nacionales
| Título           | Equipo      | País      | Año    |
| ---------------- | ----------- | --------- | ------ |
| Primera División | San Lorenzo | Argentina | M-1968 |